# 二人暮し
「二人暮し」（ふたりぐらし）は、中澤裕子の6枚目のシングル。2001年8月1日発売。

## 概要
- 本作より中澤裕子名義に変更。
- テレビ東京系「アイドルをさがせ!」エンディング・テーマ。

## 収録曲
全作詞・作曲：つんく
1. 二人暮し
編曲：明石昌夫
2. 公園通りの喫茶店
編曲：米光亮
3. 二人暮し (Instrumental)

## 参加ミュージシャン
二人暮し
- ギター：鈴木英俊
- その他の楽器：明石昌夫
- コーラス：加藤弓美子